# Evropský kulturní klub
Evropský kulturní klub (EKK) je sdružení umělců a vědců založené po Sametové revoluci v Praze na podporu vzájemné komunikace v Evropě. Měl národní větve v různých zemích. V rámci české větve fungovalo několik sekcí zaměřených na různé tvůrčí obory. Od počátku 21, století funguje už jen přednášková činnost 6. sekce EKK pro vědu a filosofii, předsedou EKK od roku 2010  je Peter Zamarovský. EKK pořádal diskuse, přednášky, výstavy a měl své knižní vydavatelství.

## Historie
EKK byl založen na kongresu v Praze v prosinci 1990. Jeho presidentem se stal historik umění a malíř Josef Císařovský. Předsedou české větve byl pedolog Miroslav Kutílek, tajemnicí historička umění Helena Honcoopová. Sídlil v Pálffyho paláci na Malé Straně (1990–1992). Po dvou letech o své sídlo přišel a jeho činnost v ČR i v zahraničí byla utlumena. Do dalšího období přežila pouze 6. sekce EKK pro vědu a filosofii.

### 6. sekce EKK pro vědu a filosofii
Sekce byla ustavena roku 1991. Jejím předsedou byl do roku 2001 astrofyzik Jiří Grygar. Tato sekce pořádá v Praze od podzimu 1991 veřejně přístupné přednášky a besedy na různá aktuální témata vědy. Nejprve probíhaly v zrcadlovém sále Pálffyho paláce, po ukončení činnosti EKK v paláci pokračovaly akce v Euroclubu v Opletalově ulici (1992–1993), v Národním muzeu a od roku 1994 se dlouhodobě konají ve spolupráci s Radou vědeckých společností v budově Akademie věd ČR na Národní třídě. Po Jiřím Grygarovi převzali postupně vedení sekce Miroslav Kutílek, Libor Pátý a Peter Zamarovský.
Podvečery na téma „Věda a filosofie“ představovaly obnovení dialogu mezi filosofy, přírodovědci i společenskými a humanitními obory ve svobodné zemi. Témata byla volena především na základě podnětů členů EKK. Podvečer začínal zpravidla příspěvkem jednoho či více přednášejících, pokračoval pak formou besedy s účastníky. V prvním desetiletí činnosti sekce se podařilo na podvečerech prezentovat myšlení řady osobností, z nichž mnohé jsou vědci zvučných jmen, někteří členové Učené společnosti.

### Diskuse v prvním desetiletí (1991–2001)
Připravená témata (výběr)
- Evropa a Amerika – stýkání a potýkání kultur
- Cesty a meze růstu civilizací
- Hodnoty společenského a přírodovědeckého poznání
- Paradoxy a současná filosofie
- Informatika a proměna společnosti
- Sociologie internetu
- Deterministický chaos
- Počátky života na Zemi
- Klonování – možnosti, rizika a problémy
- Myšlení mozkem a počítačem
- Co víme o myšlení
- Kosmická dimenze a přirozenost člověka
- Reflexe o antropickém principu
- Metafyzika a fyzika
- Psychotropní fenomény a obraz světa a vědomí
- Fenomén střední Evropy
- Muzea a galerie příštího století
- Komunikace a společnost
- Zaměstnanost a vzdělanost ve třetím tisíciletí
- Je ekologie věda?
- Quo vadis, media?
- Pravda o veřejném mínění
- Platón nebyl mimozemšťan – současné postoje k tradicím antické kultury
- Současná věda o rostlinách a budoucím přežití lidstva – nejen o geneticky modifikovaných organismech
- Východ je východ
- Vývoj lidského mozku, řeči a písma
- Současná globální zraková komunikace a vizuální gramotnost

Zúčastněné osobnosti (výběr)
- Václav Bělohradský
- Jiří Bičák
- Bohuslav Blažek
- Egon Bondy
- Jan Bureš
- Václav Cílek
- Josef Císařovský
- Sylvie Daníčková
- Ivan Dejmal
- Jaroslav Drobník
- František Fabian
- Anna Fárová
- Tomáš Fassati
- Max Fischel
- Jefim Fištejn
- Aadrian Fokker
- Otakar Funda
- Ivan Gabal
- Fedor Gál
- Eduard Goldstücker
- Emil Hadač
- Tomáš Halík
- Petr Hach
- Jan Hartl
- Ivan M. Havel
- Ladislav Hejdánek
- Miroslav Holub
- Radkin Honzák
- Miroslav Horníček
- Václav Hořejší
- Cyril Höschl
- Lukáš Hurník
- Michal Illner
- Josef Jelen
- Otto Jelinek
- Jiří Ješ
- Jaromil Jireš
- Jan Keller
- Tomáš Klvaňa
- Oldřich František Korte
- Karel Kosík
- Arnošt Kotyk
- Petr Koubský
- František Koukolík
- Josef Koutecký
- Jan Krekule
- Ladislav Krlín
- Zdeněk Kukal
- Miroslav Kutílek
- Robert Kvaček
- Daniel Kvasnička
- Jiří Langer
- Hana Librová
- Vlastimil Liebl
- Vojen Ložek
- Ivo Mathé
- Vladimír Mařík
- Otakar Mikeš
- Bedřich Moldan
- Ján Mlynárik
- Petr Moos
- Jiří Musil
- Luboš Nátr
- Jan Novotný
- Ivo Osolsobě
- Václav Pačes
- Martin Palouš
- Jana Pařízková
- Libor Pátý
- Jiří Pehe
- Luboš Perek
- Petr Pithart
- Petr Piťha
- Josef Polišenský
- Petr Pospíchal
- Petr Příhoda
- Ladislav Smoljak
- Ivan Sviták
- Josef Syka
- Jiřina Šiklová
- Ján Šmok
- Alena Šolcová
- Ivan Štampach
- Pavel Šunka
- Ladislav Tondl
- Jiří Ullschmied
- Dušan Třeštík
- Josef Válka
- Vladimír Vanýsek
- Josef Vavroušek
- Jaroslav Veis
- Zdeněk Veselovský
- Jaroslav Vlček
- Petr Vopěnka
- Rudolf Zahradník
- Peter Zamarovský
- Jiří Záworka
- Jaromír Zemina
- Jiří Zlatuška

## Výběr z ediční činnosti EKK
- Ruml, Jiří: Znamínko na duši, Praha, 1990
- Kautman, František: Masaryk – Šalda – Patočka, Praha, 1991
- Tatarka, Dominik: Sám proti noci, Praha, 1991
- Dahrendorf, Ralf: Úvahy o revoluci v Evropě, Praha, 1991

## Evropský klub Benešov
V návaznosti na EKK vznikl také po roce 2000 malý Evropský klub Benešov. Kromě pořádání besed a přednášek se zaměřil také na veřejně prospěšné akce ve městě, kulturní osvětu prostřednictvím internetu, podílí se na výběru kulturní osobnosti regionu (Blanický rytíř) a od roku 2016 organizuje každoroční veřejné tipování „Osobnosti demokracie města Benešov“. Evropský klub Benešov podpořili v jeho misijní činnosti čestným členstvím významné české osobnosti, jako např. astrofyzik Jiří Grygar, houslista Josef Suk, Zdeněk hrabě ze Šternberku, Josef Pecháček, president Rádia Svobodná Evropa nebo Josef Císařovský, president EKK.
Od roku 2024 se EK začal podílet na tipování a udělování čestné Ceny Jiřího Kohoutka, pro kterou jsou vybíráni pracovníci muzeí umění, jež musela čelit svévolným útokům politiků, ať již za totality, nebo během následně se rozvíjející demokracie.